# تنام صغير
تنام صغير (الاسم العلمي: Crypturellus soui) هو نوع من الطيور يتبع جنس التنام مخفي الذيل من فصيلة التنامية.